# Тбілісі 2024 (шаховий турнір)
Тбілісі 2024 — жіночий шаховий турнір, перший етап серії Гран-прі ФІДЕ серед жінок 2024—2025 років, що проходив у Тбілісі з 14 по 25 серпня 2024 року.
Переможницею турніру з результатом 6 очок з 9 можливих (+3-0=6) стала Аліна Кашлінська (Польща), яка замінила на цьому етапі Регіну Покорну.

## Загальна інформація
- Категорія: 10-та (середній рейтинг: 2484,6).

### Розклад змагань
| - церемонія відкриття турніру — 14 серпня (середа) - 1 тур — 15 серпня (четвер), 13:00 - 2 тур — 16 серпня (п'ятниця), 13:00 - 3 тур — 17 серпня (субота), 13:00 - 4 тур — 18 серпня (неділя), 13:00 - 5 тур — 19 серпня (понеділок), 13:00 | - вихідний — 20 серпня (вівторок) - 6 тур — 21 серпня (середа), 13:00 - 7 тур — 22 серпня (четвер), 13:00 - 8 тур — 23 серпня (п'ятниця), 13:00 - 9 тур — 24 серпня (субота), 13:00 - церемонія закриття турніру — 24 серпня (субота) |

- Початок турів: 13:00 за київським часом, 15:00 за місцевим.

### Контроль часу
- 90 хвилин на 40 ходів, 30 хвилин до закінчення партії та додатково 30 секунд на хід починаючи з 1-го ходу.

### Критерії визначення переможця та розподілу місць
Якщо двоє або більше учасників набрали однакову кількість очок, розподіл місць визначається наступним чином:
- 1. За більшою кількістю партій, зіграних фігурами чорного кольору.
- 2. За коефіцієнтом Бергера;
- 3. За більшою кількістю виграних партій;
- 4. За результатом особистої зустрічі;
- 5. Жереб.

### Учасниці
| - Анна Музичук ( Україна, 2525) — 8 - Марія Музичук ( Україна, 2508) — 9 - Нана Дзагнідзе ( Грузія, 2506) — 10 - Рамешбабу Вайшалі ( Індія, 2506) — 11 - Сарасадат Хадем ( Іспанія, 2489) — 13 | - Олександра Костенюк ( Швейцарія, 2488) — 14 - Аліна Кашлінська ( Польща, 2474) — 17 - Бібісара Асаубаєва ( Казахстан, 2470) — 20 - Лейла Джавахішвілі ( Грузія, 2451) — 27 - Ставрула Цолакіду ( Греція, 2429) — 35 |

жирним  — місце в рейтингу станом на серпень 2024 року
|           |           |           |         |       |
| А.Музичук | М.Музичук | Дзагнідзе | Вайшалі | Хадем |

|          |            |           |              |          |
| Костенюк | Кашлінська | Асаубаєва | Джавахішвілі | Цолакіду |

## Рух за турами
| 1 тур 15.08.2024 року | 1 тур 15.08.2024 року | 1 тур 15.08.2024 року | 1 тур 15.08.2024 року | 1 тур 15.08.2024 року |
| --------------------- | --------------------- | --------------------- | --------------------- | --------------------- |
| Кашлінська            | 0                     | ½:½                   | 0                     | Костенюк              |
| А.Музичук             | 0                     | ½:½                   | 0                     | М.Музичук             |
| Дзагнідзе             | 0                     | ½:½                   | 0                     | Джавахішвілі          |
| Асаубаєва             | 0                     | 1:0                   | 0                     | Хадем                 |
| Цолакіду              | 0                     | 1:0                   | 0                     | Вайшалі               |
| 4 тур 18.08.2024 року |                       |                       |                       |                       |
| Костенюк              | 1½                    | 1:0                   | ½                     | Хадем                 |
| Джавахішвілі          | 1½                    | ½:½                   | 1½                    | Вайшалі               |
| М.Музичук             | 1½                    | ½:½                   | 2                     | Цолакіду              |
| Кашлінська            | 1½                    | ½:½                   | 2                     | Асаубаєва             |
| А.Музичук             | 1½                    | ½:½                   | 1½                    | Дзагнідзе             |
| 7 тур 22.08.2024 року |                       |                       |                       |                       |
| Асаубаєва             | 3½                    | 1:0                   | 3                     | Костенюк              |
| Цолакіду              | 3½                    | ½:½                   | 3½                    | Дзагнідзе             |
| Вайшалі               | 2                     | ½:½                   | 3                     | А.Музичук             |
| Хадем                 | 2                     | ½:½                   | 3½                    | Кашлінська            |
| Джавахішвілі          | 2½                    | ½:½                   | 3½                    | М.Музичук             |

| 2 тур 16.08.2024 року | 2 тур 16.08.2024 року | 2 тур 16.08.2024 року | 2 тур 16.08.2024 року | 2 тур 16.08.2024 року |
| --------------------- | --------------------- | --------------------- | --------------------- | --------------------- |
| Костенюк              | ½                     | ½:½                   | 0                     | Вайшалі               |
| Хадем                 | 0                     | ½:½                   | 1                     | Цолакіду              |
| Джавахішвілі          | ½                     | ½:½                   | 1                     | Асаубаєва             |
| М.Музичук             | ½                     | ½:½                   | ½                     | Дзагнідзе             |
| Кашлінська            | ½                     | ½:½                   | ½                     | А.Музичук             |
| 5 тур 19.08.2024 року |                       |                       |                       |                       |
| Дзагнідзе             | 2                     | 1:0                   | 2½                    | Костенюк              |
| Асаубаєва             | 2½                    | ½:½                   | 2                     | А.Музичук             |
| Цолакіду              | 2½                    | ½:½                   | 2                     | Кашлінська            |
| Вайшалі               | 2                     | 0:1                   | 2                     | М.Музичук             |
| Хадем                 | ½                     | 1:0                   | 2                     | Джавахішвілі          |
| 8 тур 23.08.2024 року |                       |                       |                       |                       |
| Костенюк              | 3                     | ½:½                   | 4                     | М.Музичук             |
| Кашлінська            | 4                     | 1:0                   | 3                     | Джавахішвілі          |
| А.Музичук             | 3½                    | 1:0                   | 2½                    | Хадем                 |
| Дзагнідзе             | 4                     | 0:1                   | 2½                    | Вайшалі               |
| Асаубаєва             | 4½                    | ½:½                   | 4                     | Цолакіду              |

| 3 тур 17.08.2024 року | 3 тур 17.08.2024 року | 3 тур 17.08.2024 року | 3 тур 17.08.2024 року | 3 тур 17.08.2024 року |
| --------------------- | --------------------- | --------------------- | --------------------- | --------------------- |
| А.Музичук             | 1                     | ½:½                   | 1                     | Костенюк              |
| Дзагнідзе             | 1                     | ½:½                   | 1                     | Кашлінська            |
| Асаубаєва             | 1½                    | ½:½                   | 1                     | М.Музичук             |
| Цолакіду              | 1½                    | ½:½                   | 1                     | Джавахішвілі          |
| Вайшалі               | ½                     | 1:0                   | ½                     | Хадем                 |
| 6 тур 21.08.2024 року |                       |                       |                       |                       |
| Костенюк              | 2½                    | ½:½                   | 2                     | Джавахішвілі          |
| М.Музичук             | 3                     | ½:½                   | 1½                    | Хадем                 |
| Кашлінська            | 2½                    | 1:0                   | 2                     | Вайшалі               |
| А.Музичук             | 2½                    | ½:½                   | 3                     | Цолакіду              |
| Дзагнідзе             | 3                     | ½:½                   | 3                     | Асаубаєва             |
| 9 тур 24.08.2024 року |                       |                       |                       |                       |
| Цолакіду              | 4½                    | ½:½                   | 3½                    | Костенюк              |
| Вайшалі               | 3½                    | ½:½                   | 5                     | Асаубаєва             |
| Хадем                 | 2½                    | 0:1                   | 4                     | Дзагнідзе             |
| Джавахішвілі          | 3                     | ½:½                   | 4½                    | А.Музичук             |
| М.Музичук             | 4½                    | 0:1                   | 5                     | Кашлінська            |

## Турнірна таблиця
| №  | Шахістка            | Країна    | Вік | Рейтинг | 1 | 2 | 3 | 4 | 5 | 6 | 7 | 8 | 9 | 10 |  | + | − | = | Очки | Місце  | Дод1 | Дод2  | Дод3 | Перф | +/-   |
| -- | ------------------- | --------- | --- | ------- | - | - | - | - | - | - | - | - | - | -- |  | - | - | - | ---- | ------ | ---- | ----- | ---- | ---- | ----- |
| 1  | Аліна Кашлінська    | Польща    | 30  | 2474    |   | ½ | ½ | ½ | ½ | 1 | 1 | ½ | 1 | ½  |  | 3 | 0 | 6 | 6    | Gold   | 4    | 25,50 | 3    | 2611 | +16,4 |
| 2  | Бібісара Асаубаєва  | Казахстан | 20  | 2470    | ½ |   | ½ | ½ | ½ | ½ | ½ | 1 | ½ | 1  |  | 2 | 0 | 7 | 5½   | Silver | 4    | 23,00 | 2    | 2566 | +12,1 |
| 3  | Ставрула Цолакіду   | Греція    | 24  | 2429    | ½ | ½ |   | ½ | ½ | ½ | 1 | ½ | ½ | ½  |  | 1 | 0 | 8 | 5    | Bronze | 4    | 22,00 | 1    | 2534 | +12,7 |
| 4  | Нана Дзагнідзе      | Грузія    | 37  | 2506    | ½ | ½ | ½ |   | ½ | ½ | 0 | 1 | ½ | 1  |  | 2 | 1 | 6 | 5    | 4      | 4    | 21,25 | 2    | 2525 | +2,0  |
| 5  | Анна Музичук        | Україна   | 34  | 2525    | ½ | ½ | ½ | ½ |   | ½ | ½ | ½ | ½ | 1  |  | 1 | 0 | 8 | 5    | 5      | 4    | 21,25 | 1    | 2523 | -0,6  |
| 6  | Марія Музичук       | Україна   | 31  | 2508    | 0 | ½ | ½ | ½ | ½ |   | 1 | ½ | ½ | ½  |  | 1 | 1 | 7 | 4½   | 6      | 5    | 19,25 | 1    | 2482 | -3,3  |
| 7  | Рамешбабу Вайшалі   | Індія     | 23  | 2506    | 0 | ½ | 0 | 1 | ½ | 0 |   | ½ | ½ | 1  |  | 2 | 3 | 4 | 4    | 7      | 5    | 16,50 | 2    | 2439 | -8,0  |
| 8  | Олександра Костенюк | Швейцарія | 40  | 2488    | ½ | 0 | ½ | 0 | ½ | ½ | ½ |   | ½ | 1  |  | 1 | 2 | 6 | 4    | 8      | 5    | 16,50 | 1    | 2441 | -5,4  |
| 9  | Лейла Джавахішвілі  | Грузія    | 40  | 2451    | 0 | ½ | ½ | ½ | ½ | ½ | ½ | ½ |   | 0  |  | 0 | 2 | 7 | 3½   | 9      | 5    | 16,50 | 0    | 2408 | -5,3  |
| 10 | Сарасадат Хадем     | Іспанія   | 27  | 2489    | ½ | 0 | ½ | 0 | 0 | ½ | 0 | 0 | 1 |    |  | 1 | 5 | 3 | 2½   | 10     | 5    | 11,25 | 1    | 2318 | -20,6 |

| Легенда таблиці | Легенда таблиці        | Легенда таблиці | Легенда таблиці         | Легенда таблиці | Легенда таблиці | Легенда таблиці | Легенда таблиці | Легенда таблиці | Легенда таблиці |
| --------------- | ---------------------- | --------------- | ----------------------- | --------------- | --------------- | --------------- | --------------- | --------------- | --------------- |
|                 | Партія білими фігурами |                 | Партія чорними фігурами | 1               | перемога        | ½               | нічия           | 0               | поразка         |

## Розподіл очок в загальний залікГран-прі ФІДЕ 2024—2025років
| №   | Учасник             |  | Очки  |
| --- | ------------------- |  | ----- |
| 1   | Аліна Кашлінська    |  | 130   |
| 2   | Бібісара Асаубаєва  |  | 105   |
| 3—5 | Ставрула Цолакіду   |  | 71,67 |
| 3—5 | Анна Музичук        |  | 71,67 |
| 3—5 | Нана Дзагнідзе      |  | 71,67 |
| 6   | Марія Музичук       |  | 50    |
| 7—8 | Рамешбабу Вайшалі   |  | 35    |
| 7—8 | Олександра Костенюк |  | 35    |
| 9   | Лейла Джавахішвілі  |  | 20    |
| 10  | Сарасадат Хадем     |  | 10    |